# Osînivka, Bahmaci
Osînivka (în ucraineană Осинівка) este un sat în comuna Piskî din raionul Bahmaci, regiunea Cernihiv, Ucraina.

## Demografie
Componența lingvistică a localității Osînivka
     Ucraineană (100%)
Conform recensământului din 2001, toată populația localității Osînivka era vorbitoare de ucraineană (100%).